# Yass Junction Railway Station
Yass Junction Railway Station, tidigare Yass Railway Station, är en järnvägsstation belägen i Yass i New South Wales i Australien på järnvägsbanan Main Southern Railway. Stationen invigdes den 3 juli 1876 och bytte den 20 april 1892 namn till Yass Junction Railway Station. Stationen betjänas av NSW Trainlink som kör två tåg om dygnet mellan Sydney och Melbourne, och ett tåg om veckan mellan Sydney och Griffith. Yass Junction var mellan den 20 april 1892 och den 14 november 1988 järnvägsknut för Yass Branch.